# Мате Брајковић
Мате Брајковић (Сомбор, 18. јун 1981) фудбалер је и бивши јуниорски репрезентативац Хрватске. Игра на месту нападача, и тренутно наступа за ФК Турбину.

## Биографија
Основну школу завршио у родном Станишићу где је и започео тренирати фудбал под тренерском палицом Станка Мацуре.
Након што је отац одлучио да прихвати бољи посао, заједно са породицом напушта Станишић и сели се у Ријеку 1996. године где убрзо почиње да игра за млађе категорије хрватског прволигаша ФК Ријека.